# Mevania larissa
Mevania larissa är en fjärilsart som beskrevs av Druce 1890. Mevania larissa ingår i släktet Mevania och familjen björnspinnare. Inga underarter finns listade i Catalogue of Life.